# De Wijert
De Wijert is een buurt in de wijk Helpman e.o. (tot 2014 van de opgeheven wijk Herewegwijk en Helpman) in het zuiden van de Nederlandse stad Groningen. Vanwege de grootte wordt het in de volksmond meestal zelf ook als wijk gezien, ook omdat het aan alle kenmerken daarvan voldoet en zelfs volgens de wijkgedachte is opgezet. 
Het oudste deel van de buurt werd gebouwd in de jaren 1960. In de jaren 1970 werd aan zuidzijde De Wijert-Zuid gebouwd. De buurt ligt tussen de wijken Helpman (ten oosten) en Corpus den Hoorn (ten westen). De straten in de buurt zijn allemaal vernoemd naar Nederlandse schrijvers.

## De etymologie van de naam
De buurt is vernoemd naar een kasteel dat vroeger in deze buurt heeft gestaan. De vermoedelijke etymologie is "Wiart-wiert-wijer-wijert". Wijert kan afgeleid zijn van "waard" wat "vlak land in een rivierengebied" betekent. De Wijert ligt in het stroomdal van de Drentsche Aa. Ook de afleiding van een wijer, een waterplas is mogelijk. In een overdrachtsbrief uit 1577 is sprake van "visscheniën" of visvijvers bij het Huis de Wiardt. Dit Huis de Wijert heeft aan de huidige Hora Siccamasingel gelegen (53°11'57.81"N, 6°34'19.30"O).
Onduidelijk is of er vóór 1524 al een Huis de Wijert in het gebied stond. Daarom weten we ook niet of het huis de naam aan het gebied gaf of dat het gebied al voor de bouw van een huis of borg met de naam De Wijert was getooid. In 1575 is sprake van een "behuysinge de Wiardt". In 1515 werd rond Groningen gevochten en het onversterkte en op de route van de belegeraars gelegen dorp Helpman werd verwoest. Ook de borg werd vernield. In 1553 werd het inmiddels herstelde onroerend goed, in een koopacte "die Huyzinghe hoevinghe en de grafften tho Helpman up de Wijert gheheten"door de familie Huijnge verkocht aan Wolter Huijnghe en zijn vrouw. In 1575 is sprake van een "gewaldige costelicke borch" die in 1575 door Luurt Huijnge als "behuijsinghe de Wiardt" aan de Duitse Gravin van Bentheim werd verkocht. Het huis werd nooit tot de Groningen borgen gerekend. Met de aanduiding is bedoeld dat het om een voornaam huis ging.
In 1579 werd het huis door de edelvrouwe aan haar Raad en hofmeester Franz Hansenn von Twist te Getter overgedragen. De belegering van de stad door de staatsen na het 'verraad van Rennenberg' in 1580 bracht opnieuw verwoestingen. Ook in 1672 werd het huis door de troepen van Bommen Berend tijdens een langdurig beleg vernield. In 1722 is er niets meer over van het huis, behalve de aanduiding "De Wijert" voor een vlak, ten zuiden van de stad gelegen gebied waarin men vee liet weiden. De locatie staat aangegeven op een werktekening van de dienst openbare werken van 1969.

## De Wijert Noord
Het oude gedeelte van De Wijert geldt als hoogtepunt in de stadsuitbreiding van na de oorlog. Het is de eerste nieuwbouwwijk in Groningen waarbij consequent gewerkt is met het in Engeland bedachte idee van de wijkgedachte. Dat idee is voor het eerst toegepast in Rotterdam bij het ontwerpen van de wijk Pendrecht. Het stedenbouwkundig ontwerp van De Wijert Noord is van de stedenbouwkundige Henk Eysbroek die meegewerkt had aan het ontwerpen van Pendrecht.
In de wijkgedachte wordt iedere woonwijk voorzien van een "core" of hart. Daarin kregen de kerken en winkels een plaats. De buurt werd nog voor de opkomst van de supermarkt gebouwd en daarom kwamen er locaties voor tientallen kruidenierswinkels, kolenwinkels, melkverkopers, slagers, bakkers, banketbakkers, groenteboeren en drogisten. Iedere bewoner moest al deze winkels op loopafstand vinden en dat betekende dat er behalve het grote winkelcentrum ook meerdere kleine centra werden gepland. Deze kleine winkelcentra werden na de opening van de supermarkten overbodig.
De buurt is gebouwd volgens het sjabloonmodel waarin identieke gebouwen in rechte hoeken op elkaar staan. Er is weinig ruimte voor tuinen en de wijk wordt door brede wegen doorsneden. Tussen de dicht op elkaar gelegen flatgebouwen, meestal met vier verdiepingen, en de parken en de woonblokken liggen steeds brede wegen. Tijdens de bouw was geen rekening gehouden met de explosieve toename van het autoverkeer en het autobezit.
Eysbroek was een communist, die eerder in de Sovjet-Unie had gewerkt. In zijn visie was gemeenschappelijke ruimte belangrijker dan privéruimte.
De stedenbouwkundige structuur van De Wijert is ontworpen volgens de regels van de distributie planologie. Eysbroek heeft de in Pendrecht ontwikkelde (gespiegelde) wooneenheid, ongespiegeld gekopieerd. In de Groningse woningbouwgeschiedenis is De Wijert Noord de meest radicale ruimtelijke neerslag van de wijkgedachte, en De Wijert is de eerste wijk waarin de herhaalbare module van de wooneenheid (het zogenaamde stempel) integraal als basis van de verkaveling werd gebruikt. Het was de uitkomst van een geleidelijk - niet centraal gestuurd - proces om de vooroorlogse en ook in de Groningse uitbreidingswijken zoals De Indische Buurt gebruikte dominantie van het gesloten bouwblok als ontwerpmiddel te doorbreken.

Eysbroek koos in zijn ontwerp voor afzwakkingen van de strenge vormentaal zoals het half gesloten bouwblok en alternatieven als de strokenverkaveling met kleine laagbouwhuizen in rijen tussen de flats. Deze open stempelverkaveling leidde niet tot een stringent doorgevoerd 'standaardmodel' omdat 'uniformiteit' volgens Eysbroeks leermeester Dix "sociaal niet doelmatig zou zijn".
Het centrum van de wijk - het gebied tussen de Vondellaan en de Van Lenneplaan - is gebaseerd op een visie die al in 1928 was geformuleerd door Berlage.
De wijk wordt gekenmerkt door een concentratie van sociale woningbouw. Tussen de bouwblokken liggen gemeenschappelijke tuinen. De Wijert Noord kent sinds de jaren zestig een kleine Molukse gemeenschap die er ook een eigen kerkgebouw heeft, Salem genaamd.

## De Wijert-Zuid
Het zuidelijk deel van De Wijert is van jongere datum. Het ontwerp van de wijk dateert al uit 1963, maar met de ontwikkeling kon pas begonnen worden nadat dit gebied in 1969 bij de gemeente Groningen was gevoegd. Tot dan hoorde het bij Haren. Het ontwikkelen van dit deel was een keerpunt in de stadsuitbreiding. Voor het eerst werkte de gemeente samen met ontwikkelaars. Opmerkelijk bij het ontwerp is dat al gekozen is voor het belemmeren van doorgaand autoverkeer in de wijk middels het aanleggen van een rondweg, de Vestdijklaan. De wijk is opgezet als middenstandswijk. Het is een mengeling van duurdere huurwoningen en koopwoningen.

## Platform De Wijert
Platform de Wijert is het informatie- en communicatieplatform voor de wijk De Wijert. Het is in 2014 opgericht door actieve wijkbewoners. Sinds juni 2016 is Platform De Wijert de erkende bewonersorganisatie in De Wijert. De hoofddoelen zijn informeren, verbinden en bemiddelen. Het platform heeft een website en een maandelijks thuisbezorgde wijkkrant.

## Trivia
Hoewel niet in Groningen geboren, hebben Erwin Koeman en Ronald Koeman een groot deel van hun jeugd in deze wijk gewoond.

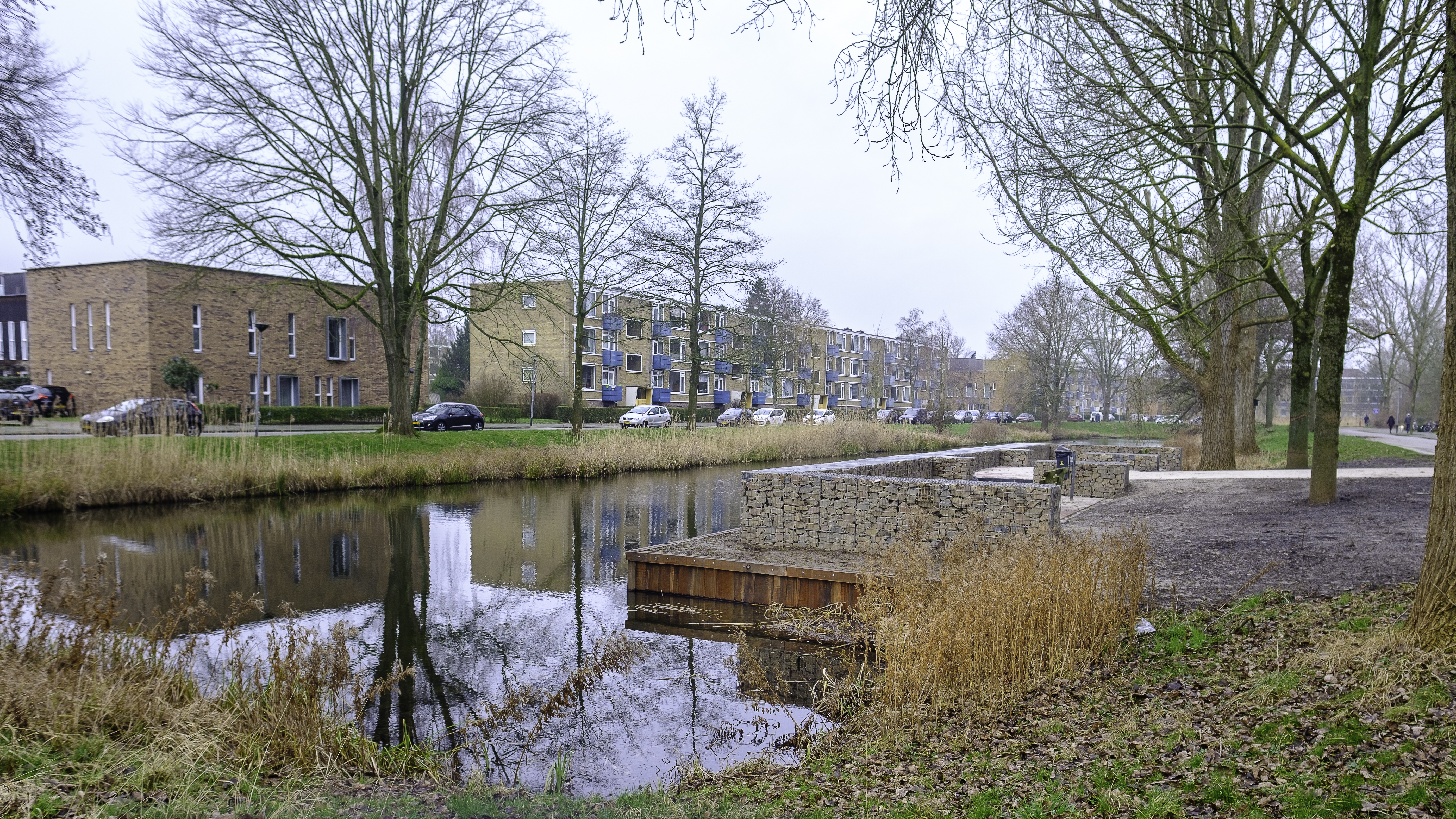
'Borgplateau De Wijert' aan de vijver naast de Hora Siccamasingel, op de plek waar het versterkte huis De Wijert heeft gestaan.

1. ↑  Inclusief het A-kwartier, Academiekwartier, Bisschopskwartier en Ebbingekluft
2. ↑  Inclusief Ruskenveen
3. ↑  Euvelgunne en Roodehaan zijn onderdeel van de MEER-dorpen, maar vallen onder de wijk Zuidoost
4. ↑  Inclusief de subbuurten De Wierden (waaronder het bouwblok Heemwerd), Rietlanden en Reitdiephaven
5. ↑  Voorheen Korrewegwijk genoemd
6. ↑  Voorheen Korrewegbuurt genoemd